# Akkaia
Akkaia (лат.) — род тлей из подсемейства Aphidinae (Macrosiphini). Восточная и Юго-Восточная Азия.

## Описание
Мелкие насекомые желтовато-зелёного цвета, длина около 2 мм.
Ассоциированы с различными растениями семейства Polygonaceae. Диплоидный набор хромосом 2n=24 (Akkaia polygoni). Близок к роду тлей Phorodon.
- Akkaia bengalensis A.N. Basu
- Akkaia bhutanica Ghosh, L. K., 1972 [3]
- Akkaia neopolygoni Ghosh, M. R., A. K. Ghosh & D. N. Raychaudhuri, 1971[4]
- Akkaia odaiensis Takahashi
- Akkaia ouraplax Zhang, G.-x., X.-l. Chen, Zhong & J.-h. Li, 1999 [5]
- Akkaia polygoni Takahashi
- Akkaia pseudopolygoni Qiao, Jiang & S.-s. Ren, 2006 [6]
- Akkaia sikkimensis Agarwala & Raychaudhuri
- Akkaia taiwana Takahashi